# Decenci i Germà de Pesaro
|  | Per a altres significats, vegeu «Sant Germà». |

Decenci i Germà de Pesaro (Britànnia, s. III - Pesaro, 312) van ser dos germanastres cristians, morts com a màrtirs. Són venerats com a sants per l'Església catòlica i l'ortodoxa.

## Vida
Germanastres per part de mare, eren originaris de Britànnia i es van convertir al cristianisme a Roma l'any 296.
De camí cap a la seva pàtria, van ser tancats a la presó per cristians i en van ser alliberats miraculosament; llavors van anar a Pesaro. Tots dos van ser ordenats com a ministres del Senyor: Decenci com a bisbe i Germà com al seu diaca. Junts, van predicar els cristianisme a la zona, amb tant èxit que van desencadenar l'odi dels pagans, que els van matar a bastonades la nit del 28 d'octubre de 312.
Les seves restes van ser llençades al mar, però les onades van retornar-les a la ribera prop del riu Genica, on van ser trobades pels cristians, que les sebolliren i en començaren a venerar-les.

## Veneració
Sobre el lloc de la tomba s'aixecà la primera església dedicada a Decenci i Germà, que va esdevenir la Basílica de San Decenzio, avui església del cementiri central de la ciutat. Amb el temps, la basílica va patir abandonaments i ruina, i les restes van desaparèixer.
El 1625, va trobar-se a la cripta de la basílica l'antic sarcòfag dels sants, obra de marbre del segle vii, amb les restes dels sants en una capsa revestida de seda. Quan va ser obert el 1913, però, la coberta estava ja trencada i la capsa ja no hi era, quedant només capses petites amb fragments d'ossos sense cap identificació. Sembla que el 1808 l'abat Monatti, volent posar en lloc segur les relíquies, les va portar cap a Cremona: al viatge, però, en travessar el riu Po, la barca on anaven va bolcar i les restes van perdre's.
Avui, l'antic sarcòfag de Decenci i Germà és, des del 2003, al Museo Diocesano di Pesaro.
La seva festa és el 28 d'octubre.